# Тривиньо
Тривѝньо (на италиански: Trivigno) е село и община в Южна Италия, провинция Потенца, регион Базиликата. Разположено е на 725 m надморска височина. Населението на общината е 714 души (към 2012 г.).